# Église Saint-Denis d'Athis-Mons
Pour les articles homonymes, voir Église Saint-Denis.
L'église Saint-Denis est une église paroissiale de culte catholique, dédiée à l'évêque saint Denis, située dans la commune française d'Athis-Mons et le département de l'Essonne. Elle est placée sous la responsabilité du père Sylvain Tembwe Miana, prêtre Fidei Donum.

## Situation
L'église Saint-Denis est située place de l'église, sur le coteau dans le centre-ville d'Athis-Mons, sur le versant ouest de la vallée de la Seine, à côté du lycée Saint-Charles, à mi-chemin entre le château d'Athis et le château d'Avaucourt, actuel hôtel de ville.

## Histoire

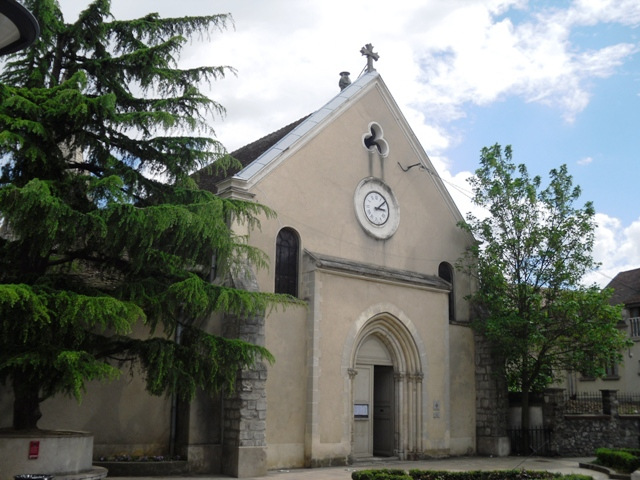
Façade occidentale.

L'église fut édifiée au XIIe siècle lorsqu'en 1140 l'évêque de Paris confia la cure à l'ordre de Saint-Victor.
Louise Anne de Bourbon, châtelaine du lieu, fit remanier la nef qui fut inaugurée le 25 mai 1749. Entre 1746 et 1753, quatre chapelles latérales furent ajoutées et la façade fut également restaurée sous la direction de l'architecte Paul Simon. Jusqu'à la Révolution française, l'église accueillait les habitants des villes d'Athis-sur-Orge, de Mons-sur-Orge et d'Ablon-sur-Seine. Le clocher fut consolidé, en 1838, par l'architecte Laroche.
L'architecte en chef des Monuments historiques, Henri Chaine, fit ajouter un second étage au clocher et le fit classer en 1840 . En 1899, la façade occidentale et le portail furent reconstruits dans un style néogothique. La flèche octogonale fut restaurée entre 1899 et 1902.

## Description
L'édifice est construit selon un plan classique, le portail est orienté vers l'ouest, encadré par deux baies vitrées et surmonté d'une horloge et d'un oculus en forme de trèfle. Deux contreforts soutiennent le mur de façade. La nef à travée unique est couverte par une charpente masquée par un plafond. Adossé au chevet derrière le chœur aveugle se trouve le clocher-beffroi du XIIe siècle, de style roman, soutenu par des contreforts à chaque angle, percé de baies géminées et surmonté par une flèche octogonale en pierre complétée par quatre pyramidia à chaque angle.

## Ouverture au public
L'église saint-Denis est ouverte tous les jours, de 8h à 18h.

## Pour approfondir